# Hara, Hagfors kommun
Hara är en ort i Ekshärads socken i Hagfors kommun i Värmlands län. SCB klassade Hara som en småort före 2010.